# 足利市立富田中学校
足利市立富田中学校（あしかがしりつ とみたちゅうがっこう）は、栃木県足利市駒場町にある公立中学校。通称「富中（とみちゅう）」。2021年（令和3年）現在では各学年1学級。

## 沿革
- 1947年（昭和22年）- 足利市立富田小学校内にて創立
- 1954年（昭和29年）- 校章制度
- 1956年（昭和31年）- 校歌制定（作詞：戸倉広愛、作曲：清水正己）
- 1979年（昭和54年）- 足利市立富田小学校から分離し、現在地に新築移転。
- 2002年（平成14年） - 新校舎（図書館）完成。
- 2011年（平成23年）4月- 小規模特認校制度開始し足利市内全域から入学が可能[3]。

## 学区
- 駒場町[4]
- 西場町
- 稲岡町
- 寺岡町
- 多田木町
- 奥戸町
- 迫間町

## 交通
- JR両毛線富田駅より徒歩15分